# Georg Ritter von Hengl
Georg Ritter von Hengl, nemški general, * 21. oktober 1897, † 19. marec 1952.